# Fjodor Andrejewitsch Schtscherbina

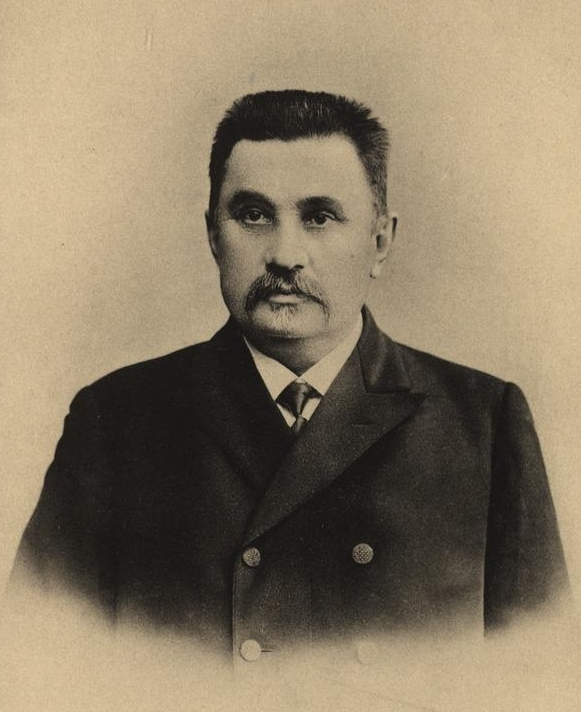
Fjodor Andrejewitsch Schtscherbina

Fjodor Andrejewitsch Schtscherbina (russisch Фёдор Андреевич Щербина; ukrainisch Федір Андрійович Щербина – Fedir Andrijovyč Ščerbyna; * 1. Februarjul. / 13. Februar 1849greg. in Nowoderewjankowskaja, Gouvernement Schwarzmeer, Russisches Kaiserreich; † 28. Oktober 1936 in Prag) war ein ukrainischer Statistiker, Sozialhistoriker und Politiker im Russischen Kaiserreich, der als Leiter des Statistischen Amtes des Gouvernement Woronesch zwischen 1884 und 1903 als Gründer der russischen Haushaltsstatistik gilt und 1907 für die Partei der Sozialisten des Volkes (Партия народных социалистов) Mitglied der Zweiten Staatsduma war. Nach der Oktoberrevolution war er zwischen 1917 und 1920 Mitglied des Rates der Volksrepublik Kuban.

## Leben

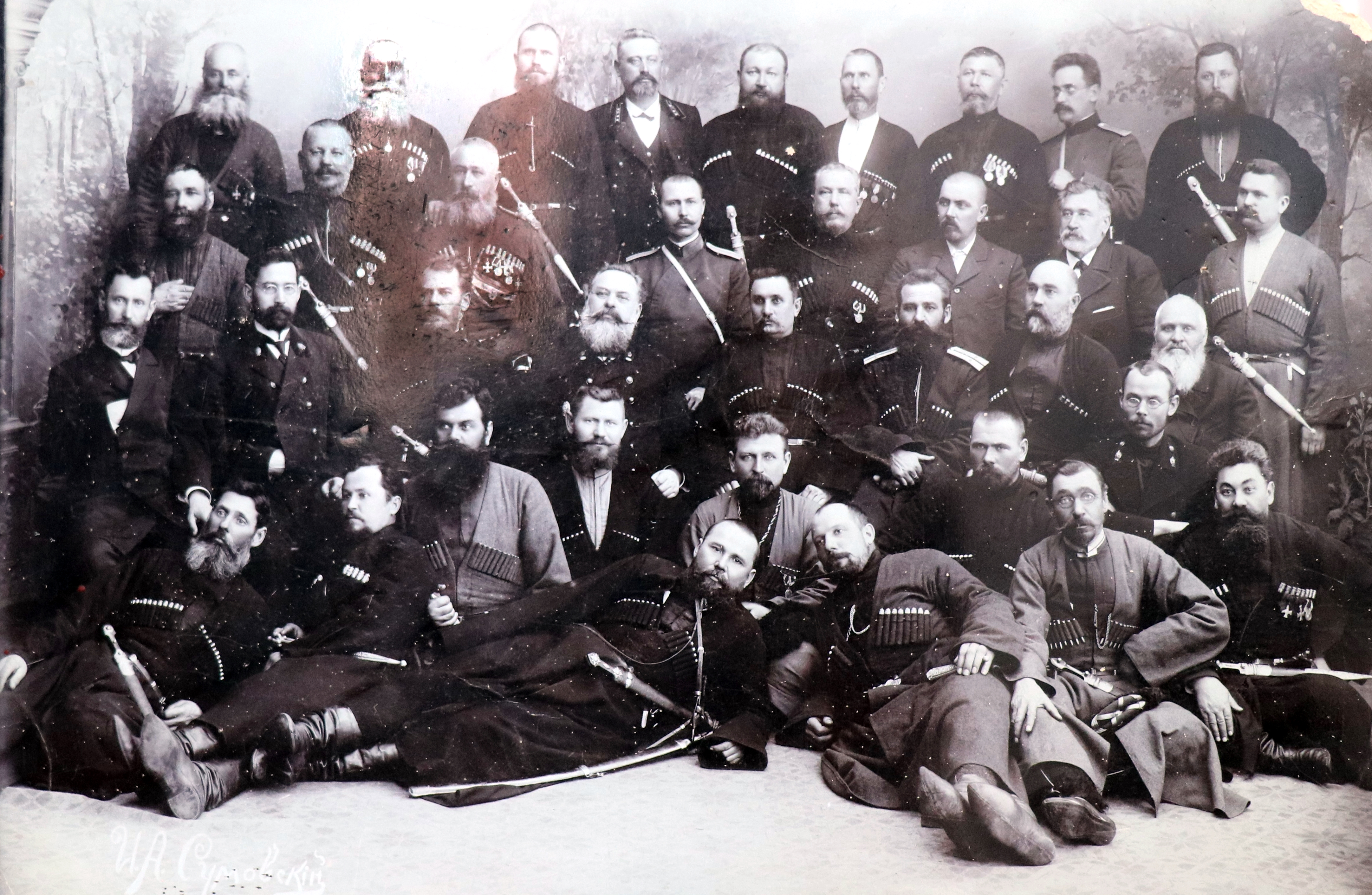
Fjodor Andrejewitsch Schtscherbina Mitglied der Zweiten Staatsduma (sitzend, 5. v.l.) mit den Abgeordneten Pjotr Grigorjewitsch Kudrjawzew (sitzend, 3. v.l.) und Kondrat Lukitsch Bardisch (sitzend, 6. v.l.) und Wahlmännern der Kosaken.

Fjodor Andrejewitsch Schtscherbina stammte aus einer Kosakenfamilie und besuchte das Kaukasische Theologische Seminar in Stawropol. 1872 begann er ein Studium an der Landwirtschaftsakademie Petrowsko-Rasumowskoje, das er als Mitglied der Narodniki jedoch 1874 verlassen musste. Er absolvierte ein Studium an der Kaiserlichen Neurussischen Universität in Odessa und wurde auch aus dieser nach zwei Jahren ausgeschlossen. Daraufhin lebte er zwischen 1877 und 1880 im Gouvernement Wologda und veröffentlichte in der Tageszeitung Russkije wedomosti Artikel über die Themen der Semstwo-Gemeinschaft, der Artel-Bewegung und des bäuerlichen Lebens. Er trat 1880 in den Staatsdienst ein und war zwischen 1884 und 1903 Leiter des Statistischen Amtes des Gouvernement Woronesch.
Aufgrund seiner dortigen Arbeiten gilt er als Gründer der russischen Haushaltsstatistik. 1888 wurde ihm von der Abteilung Ethnographie und Statistik der Kaiserlichen Russischen Geographischen Gesellschaft die Goldmedaille verliehen. Seine Forschungen, insbesondere Крестьянские бюджеты (Bauernbudgets, 1897), dienten lange Zeit als methodische Grundlage für die Analyse des Konsums von Bauern und Arbeitern. Wladimir Iljitsch Lenin machte in seinen Werken „Was sind die „Volksfreunde“ und wie kämpfen sie gegen die Sozialdemokraten?“ und „Die Entwicklung des Kapitalismus in Russland“ ausgiebig Gebrauch von Schtscherbinas Forschung. Trotz einer Reihe von methodischen Fehlern in seiner statistischen Forschung und der statistischen Analyse wie dem Missbrauch von Durchschnittswerten schätzte Lenin seine Arbeit sehr, kritisierte ihn als Narodniki aber gleichzeitig scharf. 1904 wurde er korrespondierendes Mitglied der Sankt Petersburger Akademie der Wissenschaften.
Am 20. Februar 1907 wurde er für die Partei der Sozialisten des Volkes (Партия народных социалистов) Mitglied der Zweiten Staatsduma und gehörte dieser bis zur vorzeitigen Auflösung am 3. Juni 1907 an. Nach der Oktoberrevolution wurde er am 28. Oktober 1917 Mitglied des Kuban Rada, des Rates der Volksrepublik Kuban und war dort zeitweise Vorsitzender des Finanz- und Haushaltsausschusses sowie Vorsitzender des Obersten Gerichtshofes. 1920 ging er schließlich ins Exil in die Tschechoslowakei und war dort von 1922 bis zu seinem Tode 1936 Professor an der Ukrainischen Freien Universität, deren Rektor er zwischen 1924 und 1925 war. Daneben wurde er 1922 Professor an der Ukrainischen Wirtschaftsakademie in Poděbrady.

## Grab
Nach seinem Tod wurde Schtscherbina auf einem Prager Friedhof beerdigt. 2008 wurden nach Initiative der russischen Diplomaten und der Orthodoxen Kirche in Tschechien und Slowakei seine Überreste nach Krasnodar im Kuban gebracht. Das ereignete sich aber ohne Zustimmung der Nachfahren Schtscherbinas. Später wurde in Krasnodar auch eine Skulptur aufgestellt, die Schtscherbina als einen großen russischen Wissenschaftler preist.

## Veröffentlichungen
- Сводный сборник по 12 уездам Воронежской губернии, (Konsolidierte Sammlung von 12 Bezirken des Gouvernement Woronesch), Woronesch 1897
- Крестьянские бюджеты и зависимость их от урожаев и цен на хлеб, в сборнике: Влияние урожаев и хлебных цен на некоторые стороны русского народного хозяйства, (Bauernbudgets und ihre Abhängigkeit von Ernten und Brotpreisen, in der Sammlung: Der Einfluss von Ernten und Getreidepreisen auf einige Aspekte der russischen Volkswirtschaft), 2 Bände, Woronesch 1897
- История кубанского казачьего войска, (Geschichte der Kuban-Kosakenarmee), 2 Bände, 1910–1913